# Єресі в християнстві

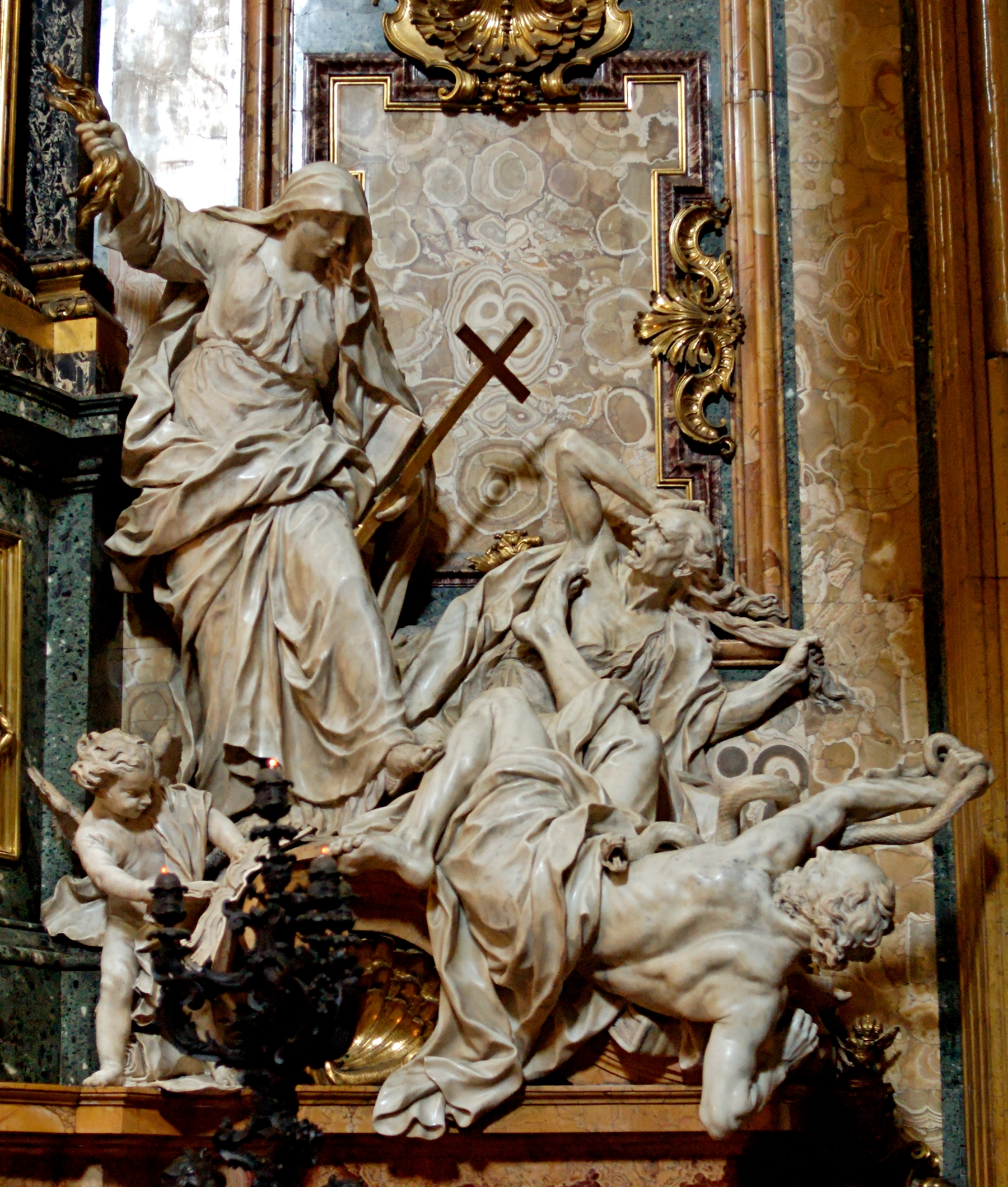
П'єр Ле Гро. Релігія виганяє Єресь і Ненависть. Скульптурна група біля вівтаря Святого Ігнатія церкви Іль-Джезу, Рим. 1695—1699

Єресь в християнстві (на противагу ортодоксії) — формальне заперечення або сумнів у будь-якій з основних доктрин християнської віри, як вони визначені в одній або більше християнських церков. Єресь слід відрізняти від відступництва і розколу. Відступництво майже завжди передбачає повну відмову від християнської віри після того, як вона була вільно прийнята, а розкол є порушенням церковної єдності, не обов'язково на догматичному ґрунті.
У західному християнстві поняття єресі найчастіше відносять до тих вірувань, які були піддані анафемі на одному з вселенських соборів, визнаних католицькою церквою. На Сході «єресь» є менш конкретним поняттям і може розумітися як відхилення від церковної традиції. В середні віки поняття єресі було уточнено в канонічному праві і працях католицьких богословів. Починаючи з Великого розколу і Реформації різні християнські церкви використовували цю концепцію також щодо осіб і груп, що належать до інших конфесій.
Боротьба «ортодоксального» християнства з «єрессю» велася вже у II столітті, проте питання про витоки цього конфлікту в ранньому християнстві є дискусійним. Тоді ж виникли перші теорії про походження єресі від диявола і апостольського спадкоємства ортодоксії від Ісуса Христа і його учнів. З III століття склалася традиція засудження єресей на помісних і вселенських соборах. У 385 році відбулася перша страта за звинуваченням у єресі, широко це явище поширилося тільки в XII столітті. У 1215 році були сформульовані принципи роботи інквізиції, а незабаром боротьба з єрессю була передана ордену Домініканців. Остання людина була страчена за звинуваченням у єресі в 1826 році.
Християнські єресі є предметом різнобічного вивчення. Починаючи з перших століть християнства створювалася велика єресіологічна література. Не існує загальноприйнятої класифікації єресей або їх повного переліку. У різний час до єресі також зараховували чаклунство і лжепророцтво.